# Церква святого апостола і євангеліста Іоана Богослова (Гнилички)
Церква святого апостола і євангеліста Іоана Богослова в Гниличках — парафія і храм Підволочиського благочиння Тернопільської єпархії Православної церкви України в селі Гнилички Тернопільського району Тернопільської области. Пам'ятка архітектури місцевого значення.

## Історія церкви
З ініціативи громади храм був збудований у 1886 році.
У 1990-х роках у храмі проводилися відновлювальні роботи як ззовні, так і всередині. Місцевий художник Володимир Шерстій подарував церкві дві ікони: Спасителя та Божої Матері.
За часів незалежності була насипана та освячена могила Січових Стрільців, а також відновлений хрест, встановлений на честь тверезості ще за часів Австро-Угорської імперії.
Всередині храму встановлено таблицю, яка згадує Степана Яворського за його допомогу у будівництві та відновленні церкви.

## Парохи
- о. Іван Пелехатий,
- о. Чекалюк,
- о. Хома,
- о. Домаскин Попович,
- о. Нестор Кісілевський,
- о. Ярослав Кісілевський,
- о. Іван Яцишин,
- о. Володимир Хома,
- о. Богдан Гузій (з 11 грудня 1988).